# Prassi
Prassi est un village de la commune de Emmaste du Comté de Hiiu en Estonie .
Au 31 décembre 2011, il compte 9 habitants.